# Andrzej Jagodziński (leśnik)
Andrzej Mariusz Jagodziński (ur. 24 maja 1977 w Chełmnie) – polski naukowiec, nauczyciel akademicki, leśnik, biolog i ekolog, profesor nauk leśnych, od 2019 r. dyrektor Instytutu Dendrologii Polskiej Akademii Nauk w Kórniku.

## Życiorys
W 1997 r. ukończył z wyróżnieniem Technikum Leśne w Tucholi i otrzymał nagrodę Ministra Ochrony Środowiska, Zasobów Naturalnych i Leśnictwa oraz Dyrektora Generalnego Lasów Państwowych w konkursie „Doskonalenie gospodarki leśnej na podstawach ekologicznych” za projekt zagospodarowania Ogrodu Dendrologicznego w Nadleśnictwie Tuchola. Następnie (1997–2002) studiował na Wydziale Leśnym Akademii Rolniczej im. Augusta Cieszkowskiego (obecnie: Uniwersytet Przyrodniczy) w Poznaniu. Za pracę dyplomową pt. „Zbiorowiska leśne i flora naczyniowa rezerwatu przyrody »Ostrów Panieński« koło Chełmna” (wykonaną w Katedrze Botaniki Leśnej) otrzymał Nagrodę im. prof. Jerzego Zwolińskiego za najlepszą pracę magisterską wykonaną na tej uczelni. Równolegle do studiów magisterskich był słuchaczem dwuletniego Studium Przygotowania Pedagogicznego na Akademii Rolniczej (1998–2000) oraz Podyplomowego Studium Biologii na Uniwersytecie im. Adama Mickiewicza w Poznaniu (2001–2002).
Stopień doktora nauk biologicznych uzyskał w 2006 r. na podstawie rozprawy pt. „Ekologiczne konsekwencje hodowli sosny zwyczajnej (Pinus sylvestris L.) w różnym zagęszczeniu”, przygotowanej pod kierunkiem Jacka Oleksyna w Instytucie Dendrologii Polskiej Akademii Nauk (PAN) w Kórniku. Następnie został zatrudniony w Pracowni Ekologii tego Instytutu (od 2006 r.) oraz na Wydziale Leśnym Uniwersytetu Przyrodniczego w Poznaniu (od 2007 r.).
W latach 2012–2013, jako słuchacz studiów podyplomowych dla pracowników naukowych „Menedżer Projektu Badawczo-Rozwojowego” w Wyższej Szkole Bankowej w Poznaniu, napisał pracę dyplomową pt. „Wzmocnienie potencjału dydaktycznego Instytutu Dendrologii PAN w Kórniku”.
Stopień doktora habilitowanego w dziedzinie nauk biologicznych (specjalność – ekologia lasu) nadała mu w 2016 r. Rada Naukowa Instytutu Botaniki im. Władysława Szafera PAN w Krakowie na podstawie oceny dorobku oraz osiągnięcia naukowego pt. „Ontogenetyczne uwarunkowania zmian biomasy i morfologii korzeni gatunków drzew lasotwórczych”. Tytuł profesora w dyscyplinie nauki leśne otrzymał 5 lat później (w 2021 r.).
W latach 2011–2018 był zastępcą dyrektora Instytutu Dendrologii PAN ds. organizacji i rozwoju, a równolegle (2013–2018) pełnił funkcję kierownika Zakładu Ochrony Lasu w Katedrze Łowiectwa i Ochrony Lasu na Uniwersytecie Przyrodniczym w Poznaniu. Od 2019 r. jest dyrektorem Instytutu Dendrologii PAN; kieruje w nim Zakładem Ekologii.
Jest autorem ponad 320 publikacji: artykułów naukowych (w tym ponad 190 opublikowanych w czasopismach indeksowanych przez Web of Science), rozdziałów w monografiach oraz prac popularnonaukowych. Należy do najczęściej cytowanych naukowców na świecie w dyscyplinie leśnictwo (druga dyscyplina wiodąca – ekologia). Tematyka jego badań naukowych dotyczy m.in.
- zmienności stanu biomasy drzewostanów głównych gatunków lasotwórczych drzew strefy klimatu umiarkowanego oraz sekwestracji dwutlenku węgla w ekosystemach leśnych,
- analizy czynników determinujących dynamikę rozkładu martwej materii organicznej oraz jej wpływu na funkcjonowanie ekosystemów leśnych,
- wpływu globalnych i lokalnych zmian środowiskowych na różnorodność biologiczną i funkcjonowanie ekosystemów leśnych,
- biologii i ekologii inwazyjnych gatunków roślin drzewiastych oraz konsekwencji ich występowania w ekosystemach leśnych dla rodzimej bioty.

Był promotorem ponad 70 prac inżynierskich i magisterskich oraz sześciu zakończonych przewodów doktorskich (w jednym jako promotor pomocniczy).
Uczestniczy w życiu organizacji i stowarzyszeń naukowych oraz organów doradczych, m.in. w Komitecie Nauk Leśnych i Technologii Drewna PAN (jako członek Prezydium), Komitecie Narodowym ds. współpracy z European Forest Institute (jako zastępca przewodniczącego), Komisji Nauk Leśnych i Drzewnych Oddziału PAN w Poznaniu, Radzie Naukowej Instytutu Dendrologii PAN, Radzie Naukowej Ogrodu Botanicznego – Centrum Zachowania Różnorodności Biologicznej w Powsinie (jako zastępca przewodniczącego), Radzie Naukowej Instytut Geografii i Przestrzennego Zagospodarowania im. Stanisława Leszczyckiego Polskiej Akademii Nauk, Radzie Naukowej Biblioteki Kórnickiej PAN, Radzie Ogrodu Botanicznego w Poznaniu, Kolegium Lasów Państwowych, Radzie Naukowej Ośrodka Kultury Leśnej w Gołuchowie, Radzie Naukowo-Społecznej Leśnego Kompleksu Promocyjnego „Lasy Doliny Baryczy”, Radzie Programowej Arboretum Wirty, Komitecie Monitorującym programu Interreg Litwa-Polska 2021–2027 w Ministerstwie Funduszy i Polityki Regionalnej, Komitecie ds. Umowy Partnerstwa na lata 2021–2027 w Ministerstwie Funduszy i Polityki Regionalnej oraz Zespole Doradczym Ministra Nauki i Szkolnictwa Wyższego do spraw wykazów czasopism naukowych i recenzowanych materiałów z konferencji międzynarodowych dla dyscypliny naukowej nauki leśne (jako przewodniczący).

## Nagrody i wyróżnienia
- Wyróżnienie Wydziału II Nauk Biologicznych i Rolniczych PAN (2021) dla zespołu naukowego za cykl publikacji nt. „Zwiększenie dokładności szacowania produkcji pierwotnej ekosystemów leśnych strefy klimatu umiarkowanego”.
- Nagroda Komitetu Nauk Leśnych i Technologii Drewna PAN dla zespołu naukowego za najlepsze prace naukowe w 2019 r. – za cykl dziesięciu spójnych tematycznie publikacji pt. „Mechanizmy determinujące różnorodność biologiczną w ekosystemach leśnych w układach o różnym stopniu przekształcenia”.
- Nagroda Lasów Państwowych im. Adama Loreta (edycja 2018) dla zespołu projektowego za Projekt REMBIOFOR „Teledetekcyjne określanie biomasy drzewnej i zasobów węgla w lasach”. Nagroda główna w kategorii II – najbardziej doniosła, z punktu widzenia wiedzy podstawowej lub/oraz przydatności praktycznej, praca naukowa dotycząca szeroko rozumianego leśnictwa.
- Złota Odznaka Koła Leśników oraz Honorowe Członkostwo Koła Leśników na Uniwersytecie Przyrodniczym w Poznaniu (2013)[1].
- Nagroda Lasów Państwowych im. Adama Loreta (edycja 2007) za wybitne osiągnięcia naukowo-badawcze, które znalazły zastosowanie w Lasach Państwowych, w postaci pracy naukowej pt. „Ekologiczne konsekwencje hodowli sosny zwyczajnej (Pinus sylvestris L.) w różnym zagęszczeniu”[26].